# バルサローナ・アン・クムー
バルサローナ・アン・クムー（カタルーニャ語: Barcelona en Comú）はグアニェム・バルサローナ（カタルーニャ語: Guanyem Barcelona）という名称で設立された市民プラットフォームで2015年の自治体選挙においてバルセロナでの選挙に参加する目的で政党として再結成された。このプロジェクトの主要な推進者はローン被害者団体（Plataforma de Afectados por la Hipoteca、PAH）の元代表のアダ・クラウ・バリャーヌである。
現在このプロジェクトにはカタルーニャ緑のためのイニシアティブ（ICV）、カタルーニャ統一左翼（EUiA）、Equo、Procés Constituent、ポデーモスなどの政党が参加している。

## 経緯
2014年6月15日社会運動や住民運動にかかわるおよそ30人ほどの学識者、文化人などの市民活動家によってインターネット上で「グアニェム・バルサローナ」と題する声明文が発表された。その中には翌年に予定される自治体選挙において「統一候補者を擁立する」ことを目的とする市民プラットフォームを立ち上げ、「バルセロナにおける民主的な反乱」を起こし、「体制を市民の手に取り戻す」という意図が述べられていた。6月26日市内中心部のアル・ラバル地区の公立学校で、社会運動家アダ・クラウ・バリャーヌ、弁護士のジャウマ・アセンス、バルセロナ自治大学の政治学の正教授ジュアン・スビラッツらによってグアニェム・バルサローナが披露された。
2014年10月10・11日グアニェム・バルサローナは市民のコンセンサスに則った綱領づくりのためのオープンな場を設けた。この大会には500人もの市民のほかカタルーニャ緑のためのイニシアティブ（ICV）、カタルーニャ統一左翼（EUiA）、Procés Constituent、ポデーモス、X党（市民ネットワークX党）などの政党関係者、人民統一候補（CUP）に促されたトルバーダ・ププラー・ムニシパリスタ（カタルーニャ語: Trobada Popular Municipalista）のメンバーなどが出席した。綱領はその後ICV、EUiA、Podemos、Procés Constituentによって承認されたものの、トルバーダ・ププラー・ムニシパリスタの大会では文言が3か所削除されて公表された。それはカタルーニャ社会主義者党（PSC）と30年間自治体政府において協力関係にあるICV-EUiAのプロジェクトでのその参加についての不安をあらわすもので、CUPは最終的に独自の候補を擁立することを選択した。綱領は市民による承認を経て、2014年12月4日採択された。
2015年2月10日前述の諸政党によって最終的な合流についての合意がまとまり、バルサローナ・アン・クムーという名称で発表された。選挙連合は政党登録の数日前にグアニェム・バルサローナという名称の断念を余儀なくされたものの、ロゴマークの使用はスペイン内務省に認められた。
2015年2月28日アダ・クラウ・バリャーヌによってバルサローナ・アン・クムーの首長候補を選出するための候補者リストが公表された。そのリストには第2位にヘラルド・ピサレージョ（Procés Constituent）、第3位にライア・オルティス（ICV）、第4位にジャウマ・アセンス（Podemos）の名があった。ICV-EUiA（Iniciativa per Catalunya Verds - Esquerra Unida i Alternativa）のバルセロナ地域のリーダーで、12年間自治体議員職にあり、当初このプロジェクトに加わっていたリカール・グマーは、定められた党綱領を果たせないとの理由で、候補者リストへの記載を辞退した。3月12日市民参加による地区ごとの議員候補者選出予備選挙が開かれ、候補者が決定された。

## その他の自治体
この組織の活動はバルセロナに限定されているが、「グアニェム」は他の自治体における類似のプロジェクトに対して、「グアニェムの設立のためのガイド」の中で要件を満たすかぎりにおいて、マークおよびロゴの使用を認め、支援をしている。タラサ・アン・クムー、ルスピタレート・アン・クムーが他自治体での最初に支援を受けたプロジェクトとなった。